# Campeonato Asiático de Atletismo de 2015 - Salto com vara masculino
A prova do salto com vara masculino do Campeonato Asiático de Atletismo de 2015 foi disputada no dia 4 de junho de 2015 no Wuhan Stadium em Wuhan, na China. 

## Recordes
Antes desta competição, os recordes mundiais e do campeonato nesta prova eram os seguintes:
|                       | Nome              | Nacionalidade | Altura  | Local     | Data                    |
| --------------------- | ----------------- | ------------- | ------- | --------- | ----------------------- |
| Recorde mundial       | Renaud Lavillenie | França        | 6m 16cm | Donetsk   | 15 de fevereiro de 2014 |
| Recorde do campeonato | Grigoriy Yegorov  | Cazaquistão   | 5m 70cm | Manila    | 2003                    |
| Recorde asiático      | Grigoriy Yegorov  | Cazaquistão   | 5m 90cm | Estugarda | 19 de agosto de 1993    |

## Medalhistas
| Ouro            | Prata                | Bronze            |
| Zhang Wei (CHN) | Seito Yamamoto (JPN) | Huang Bokai (CHN) |

## Cronograma
Todos os horários são locais (UTC+8)
| Data       | Hora  | Evento |
| ---------- | ----- | ------ |
| 4 de junho | 15:50 | Final  |

## Final
A final da prova ocorreu dia 4 de junho às 15:50. 
| Posição           | Atleta           | Nacionalidade | 5.00 | 5.20 | 5.30 | 5.40 | 5.50 | 5.60 | 5.65 | Resultados | Notas |
| ----------------- | ---------------- | ------------- | ---- | ---- | ---- | ---- | ---- | ---- | ---- | ---------- | ----- |
| Medalha de ouro   | Zhang Wei        | China         | –    | o    | –    | o    | o    | o    | xxx  | 5.60       |       |
| Medalha de prata  | Seito Yamamoto   | Japão         | –    | –    | o    | –    | xo   | xxx  |      | 5.50       |       |
| Medalha de bronze | Huang Bokai      | China         | –    | o    | –    | xo   | xo   | x–   | xx   | 5.50       |       |
| 4                 | Hiroki Ogita     | Japão         | –    | –    | o    | –    | xxo  | xxx  |      | 5.50       |       |
| 5                 | Yao Jie          | China         | –    | –    | xxo  | –    | xxo  | –    | xxx  | 5.50       |       |
| 6                 | Sergey Grigoryev | Cazaquistão   | o    | o    | –    | o    | xx–  | x    |      | 5.40       |       |
| 6                 | Han Du-hyeon     | Coreia do Sul | o    | o    | o    | o    | xxx  |      |      | 5.40       |       |
| 8                 | Nikita Filippov  | Cazaquistão   | –    | o    | –    | xxo  | –    | xxx  |      | 5.40       |       |
| 9                 | Jin Min-sub      | Coreia do Sul | –    | o    | –    | xxx  |      |      |      | 5.20       |       |
| 10                | Hsieh Chia-Han   | Taipé Chinesa | o    | xxx  |      |      |      |      |      | 5.00       |       |
| 11                | Ali Al-Sabaghah  | Kuwait        |      |      |      |      |      |      |      | DNS        |       |
| 11                | Fahad Al-Mershad | Kuwait        |      |      |      |      |      |      |      | DNS        |       |

Legenda
| Recorde mundial       | Recorde mundial (World record)               |                       | Recorde africano                      | Recorde africano (African) |                                           | Q | Classificado por posição (Qualified) |
| Recorde do campeonato | Recorde do campeonato (Championship record)  | Recorde da América    | Recorde da América (Americas)         | q                          | Classificado por melhor tempo (Qualified) |   |                                      |
| Melhor marca do ano   | Melhor marca do ano (World leading)          | Recorde asiático      | Recorde asiático (Asian)              | DNS                        | Não largou (Did not start)                |   |                                      |
| Recorde nacional      | Recorde nacional (National record)           | Recorde europeu       | Recorde europeu (European)            | DNF                        | Não terminou (Did not finish)             |   |                                      |
| Recorde pessoal       | Recorde pessoal do atleta (Personal best)    | Recorde da Oceania    | Recorde da Oceania (Oceania)          | DSQ / DQ                   | Desclassificado (Disqualified)            |   |                                      |
| Recorde da temporada  | Recorde da temporada do atleta (Season best) | Recorde sul-americano | Recorde sul-americano (South America) | NM                         | Sem marca (No mark)                       |   |                                      |